# Margaret Mitchell
Margaret Munnerlyn Mitchell (8. november 1900 i Atlanta, Georgia, USA – 16. august 1949 samme sted) var en amerikansk forfatter. I sin levetid udgav Mitchell kun én roman, Borte med blæsten (originalens titel Gone with the Wind), der til gengæld gav hende verdensberømmelse, samt Pulitzerprisen for 1937. Hendes klassiske skildring af sydstaterne under den amerikanske borgerkrig blev filmatiseret i 1939 med Vivien Leigh og Clark Gable i hovedrollerne.

## Opvækst
Mitchells mor nedstammede fra huguenotter, der ankom Charleston i 1685. Mitchells fars familie var ankommet North Carolina efter Stuart'ernes mislykkede opstand i 1745. Mitchell selv blev født i sin mormor, Annie Stephens' hus i 296 Cain Street i Atlanta. Af Atlantas mere end 4.000 huse stod kun 400 tilbage, efter at general Sherman havde nedbrændt byen under sin fremmarch i 1864; mormorens hus var et af disse. Ofte sad hun med sit lille barnebarn på skødet ude på verandaen, og viste hende, hvor sydstatssoldaternes skyttegrave havde løbet gennem baghaven, og mindedes den frygtelige nat, da byen blev til aske i en ildstorm - det inferno - barnebarnet senere skildrede i Borte med blæsten. Farfaren, Russell Crawford Mitchell, blev hårdt såret i slaget ved Antietam. Mitchell fortalte senere, hvordan hendes farfar, skudt i baghovedet, gik til fods til Richmond, medbringende en skadet slægtning, for at få lægehjælp.
Sådan voksede Mitchell og hendes ældre bror Stephens op i Atlanta, omgivet af historier fra borgerkrigen. De deltog i 40-årsjubilæet for Atlantas fald i 1904; først flere år senere blev Mitchell klar over, at borgerkrigen ikke var foregået i hendes egen levetid, men afsluttet længe forinden. Deres mor Maybelle var en bittelille, rødhåret suffragette; hun tog børnene med til posthuset, og viste dem forbitret Atlantas eneste amerikanske flag - ellers så man kun sydstaternes flag i byen. Mormorens to søstre drev stadig familiens bomuldsplantage - model for Tara i Borte med blæsten - ved Jonesboro i Clayton County, hvor ferierne blev tilbragt. Som barn fablede Mitchell om selv at drive sådan en plantage, og sommeren 1911 fik hun overtalt slægtningene til, at hun skulle gå markarbejderne til hånde ude i bomuldsmarken. Arbejdet tog hårdt på den tiårige pige, men hun bed tænderne sammen og udholdt den brændende sol, rygsmerter og blødende hænder - sådan som hun senere skildrede det i romanen. Og det var fra negrene, hun arbejdede side om side med i marken, at hun for første gang fik at vide, at sydstaterne havde tabt borgerkrigen.
Maybelle var hidsig, og kom ikke overens med sin mor, så familien Mitchell flyttede til 187 Jackson Street i det samme nabolag. Herfra så man også, hvor skyttegravene lå under slaget om Atlanta. Maybelles hidsighed gik også ud over datteren, som hun pryglede med hårbørsten, straks der var noget. Mitchell var ikke glad for at gå i skole, hvor hun havde få venner; hjemme var hun uvis på sin mors kærlighed, og ængstelig for at tabe sin fars. Eugene Mitchell var ejendomsmægler og sagfører, mest optaget af læsning; han betalte datteren for at læse Tolstoj og Dickens, som hun ikke brød sig videre om. Men Thomas Dixons bog The Clansman, der senere blev til filmen Birth of a Nation, omskrev hun på egen hånd til et drama, hun opførte i stuen med nabodrengene som medspillere. Det opdagede hendes far, der som jurist straks påtalte, at det her var plagiat af en andens værk - hvad pigen ikke havde nogen idé om - og gennempryglede hende som straf. I 1911 flyttede han familien til Atlantas fineste strøg, til Peachtree Street nr 1401, og anskaffede en ridehest. Mitchell var en øvet rytterske, men da hun skulle vende hesten, faldt han ovenpå hende og skadede hendes venstre ben alvorligt. Godt nok groede skaden hurtigere, end lægen havde frygtet; men som 11-årig havde Mitchell en svag halten, hun aldrig blev af med.

## Ungdom
Den 11-årige Mitchell faldt ikke til i de nye omgivelser, der så skævt til hendes mors katolske tro og militante suffragette-gruppe, samt til familiens prangende hus med doriske søjler i Atlantas hovedgade - et hus, der kostede dem så dyrt, at de blev nødt til at opsige tjenestefolk og halvfryse vinteren igennem. Mitchell var aktiv i skolens dramaklub som instruktør og skuespiller; hjemme prøvede hun at skrive en roman, men var utilfreds med resultatet, selv om hun skrev på omslaget: "Jeg ved, jeg er en født skribent." I maj 1917 blev Atlanta ramt af en brand, der spredte sig med forfærdende hast, og vakte minder om Shermans indtog i 1864. Huset i Cain Street, og yderligere 11 huse tilhørende mormoren, nedbrændte - lejeindtægterne derfra var hendes eneste indkomst. En hel uge ulmede ilden; flammer stod til vejrs, hvor der var brud i gasledningerne. Mitchell tog sig af bortkomne børn, til forældrene fandt dem; og om sommeren underholdt hun de unge officerer fra træningslejrene omkring byen. Katastrofebranden og de unge soldater kaldte barndommens historier fra borgerkrigen til live igen; og hun begyndte at lide af mareridt og den søvnløshed, der pinte hende resten af livet, ligesom hendes romanfigur Scarlett O'Hara oplevede det.
I juni 1918 fik hun kørekort, og hentede unge officerer med hjem. Hendes bror Stephens mente, ingen pige i Atlanta var mere omsværmet end hende; for Mitchells humor og raske replik afledte de unge mænd fra tanken på, at de snart skulle ud i krigen. Især knyttede hun sig til Clifford Henry fra New York, der citerede digte og Shakespeare for hende; hun betroede ham, at hun ville studere til læge og specialisere sig indenfor psykiatri. Han gav hende en guldring, der tilhørte familien, og de indgik en hemmelig forlovelse. Andre bemærkede hans feminine væsen, men Mitchell var tilfreds med, at han ikke gjorde tilnærmelser; sandsynligvis forstod hun ikke, at han var homoseksuel. Hun og hendes mor mødte hans forældre i New York, da de var på vej til Smith College i Massachusetts, hvor Mitchell skulle studere. Samme efterår blev Clifford Henry dræbt i kamp. Mitchell tog det tungt, og holdt kontakten med hans forældre i mange år. Hun gjorde det dårligt i sine studier, og virkede provinsiel, hvor de andre piger var belæste og berejste; men efterhånden fik hun veninder, og vandt respekt for sin foragt for internatreglerne og for sin dristighed, når det gjaldt at ryge (at blive taget med cigaretter på sig medførte udvisning).
I oktober 1918 kom den spanske syge til egnen. Skolen blev lukket, og pigerne måtte ikke samles i større grupper eller forlade byen. Mitchell havde ikke råd til at rejse hjem til jul; i øvrigt var hendes far blevet smittet. Han kom sig, men så blev hans kone syg. I januar skrev hun et sidste brev til sin datter, hvor hun forsikrede hende om sin kærlighed og bad hende passe på, at hun selv fik et liv at leve og ikke kun ofrede sig for andre. Senere samme dag faldt Maybelle i koma. I en forrygende snestorm kæmpede Mitchell sig til banegården og tog toget sydpå; på banegården i Atlanta ventede Stephens, hjemkommet fra fronten i Frankrig. Deres mor var død; deres far var ved siden af sig selv og blev ved med at gentage: "Din mor er ikke rask." Først da kisten blev sænket i jorden, indså han, at hans kone var borte. Mitchell besluttede at blive i Atlanta og bestyre hjemmet for sin far og bror. Drivkraften bag hendes studier havde været Maybelles ambitioner, og de var borte nu. Desuden var Mitchell en C-student i alle andre fag end engelsk; hun klarede kun lige at hænge med. For første gang kom hun til at være den eneste kvinde i hjemmet, der snart var langt mere veldrevet, end det nogensinde havde været med Maybelle som husmor.

## Ægteskab
I februar 1920 kørte Mitchell ud til Stone Mountain og lejede en stor sort hest fra en stald. På rideturen blev hun fristet af et sprang, men i stedet faldt hesten ovenpå hende. Denne gang var hendes ben endnu værre skadet; hun blev liggende en time i chok og smerte, inden der kom folk til. I august kunne hun dog deltage ved et kostumebal, hvor hun ankom udklædt som en lille pige fra 1860'erne, i kysehat og mamelukker. De andre piger kom i flatterende krinolinekjoler fra den samme periode, og Mitchell blev gjort nar af, men lod som ingenting. Hun blev da også budt op af ballets midtpunkt, Berrien Kinnard Upshaw, kaldt "Red" Upshaw, udklædt som pirat; fra da af dannede de par. Han var af god familie, men plettet af en skandale, der gjorde Mitchells familie betænkt; snart efter afbrød han sine studier, hvor han havde gjort det strålende, for at fremstille alkohol - et indbringende, men ulovligt foretagende i forbudstiden. Mitchell var meget forarget over hans beslutning, som hun ikke fandt mening i.
"Sæsonen" begyndte i oktober med baller i velstående kredse, og et velgørenhedsbal som højdepunkt. Som Annie Stephens' datterdatter havde Mitchell fået indpas, selv om hun røg i offentlighed; men hendes far og bror advarede hende, da hun - på trods af sin dårlige ankel - indøvede en apachedans med en student som dansepartner. I opslidset skørt og påsmurt rigelig læbestift chokerede hun borgerskabets pæne fruer. Efter ballet blev debutanterne normalt tilbudt medlemskab i Junior League, og Mitchell så frem til sit medlemskab med spænding og forventning. Invitationen kom aldrig. Denne afvisning sårede hende måske dybere end noget andet, hun havde oplevet.
En uhyggelig stemning lå også over hjemmet, efter at Ku Klux Klans aktiviteter blussede op igen; Atlanta var "hovedstad" for 6 millioner klansmedlemmer over hele USA. Mitchell-familiens tjenestefolk var farvede og turde ikke gå udenfor om aftenen. I foråret 1922 genoptog Mitchell sit venskab med "Red" Upshaw, der lige var fyldt 21. Hans omgangskreds vidste, at når han var fuld, forlangte han sex af den, der stod nærmest, ligegyldigt om mand eller kvinde. Hans værelseskammerat John Marsh var derimod en ordentlig og pålidelig mand, ansat ved Associated Press; han var forelsket i Mitchell, som var den første kvinde, bortset fra hans mor og søster, som han havde følt sig vel med. Marsh tiltroede hende også evner som forfatter. Det var et hårdt slag for ham, da hun sagde ja til at gifte sig med Upshaw; men han var forlover ved deres vielse i Mitchell-familiens stue 2. september 1922.
Det gav straks problemer, at Mitchell ville blive boende hos sin far, indtil Upshaw havde fået en fast indtægt. Så kom 4-årsdagen for Clifford Henrys død og brev til og fra hans forældre; ifølge Stephens var det nu, hans søster blev klar over, at Henry havde været hendes livs kærlighed. Upshaw kom jævnligt stangdrukken hjem og skældte hende også ud. Marsh var flyttet til Washington DC, men Mitchell tryglede ham om at komme tilbage og tale hendes mand til rette. De tre mødtes, og Upshaw sagde, at han gerne gik med til skilsmisse, da han havde fået arbejde i North Carolina og aldrig ville tilbage til Atlanta. Hans ligegyldighed rystede Mitchell i lang tid; men hun tog nu fat som journalist. Hendes første artikel stod på tryk nytårsaften 1922: Atlanta Girl Sees Italian Revolution. Hun kendte ikke hans navn; men det var Mussolinis statskup.

## Journalist
Som journalist skrev hun for Atlanta Journal 1922–1926 under navnet Peggy Mitchell. Erskine Caldwell, forfatter af Tobacco Road, var en af hendes kolleger og huskede hende for de ankelhøje, ortopediske sko, hun måtte gå med pga. sin ankelskade. Hun blev gradvis en meget produktiv og respekteret journalist.
10. juli 1923 dukkede Upshaw uventet op i Peachtree Street. Hun bad ham indenfor; han trak hende op på soveværelset og prøvede at voldtage hende. Tjenestepigen hørte hende skrige og kom løbende; på vej ud vendte han sig om og slog sin kone af fuld kraft i det venstre øje. Hun lå to uger på sygehus bagefter, og blev hjemme en tid efter det, da mærkerne stadig var synlige. Umiddelbart efter overfaldet havde Upshaw opsøgt Marsh, bedt om et lån (som han fik) og sagt, at han ikke kom tilbage til Atlanta, med mindre Mitchell anmeldte ham. Marsh var så chokeret over, hvordan hun så ud efter overfaldet, at han købte en pistol til hende, hvis Upshaw skulle komme tilbage. Hendes far var vred på hende og syntes, hun havde trukket Mitchell-navnet ned i sølen ved først at gifte sig med en fyr som Upshaw, og dernæst skille sig fra ham, når hendes mor havde været katolik. Hverken han eller hendes bror fulgte hende, da hun 17. juni 1924 forklarede sig i retten om overfaldet; og selv om juryen indvilgede hende skilsmisse, fik hun ikke retten til sit pigenavn tilbage. Men tanken på at hedde Upshaw resten af livet var ikke til at udholde, og 16. oktober aflagde hun igen forklaring i retten. Denne gang fik hun sit pigenavn Mitchell tilbage. Samme efterår interviewede hun Rudolph Valentino ("hans øjne var trætte, han kedede sig, men var høflig") der overraskende fejede den bittelille journalist op i sine arme og bar hende over tærsklen til sit hotelværelse; hun interviewede også Henry Thaw ("hår i en jævn gråfarve som en malteserkats"), der havde dræbt arkitekten Stanford White for at have udnyttet Thaws kone Evelyn Nesbit, da hun var en pige på 14. Men før julen 1924 fik John Marsh et anfald af hikke, der kom til at vare i 42 dage. Han var det eneste menneske, der havde overlevet at hikke så længe. Efter en uge var han så udmattet, at lægerne fik ham indlagt på sygehus, da hans hjerte blev svækket. Uden held prøvede man morfin og anden beroligende medicin. Mitchell veg knapt fra hans seng, og det blev klart for hende, hvor meget hun holdt af ham; men han fandt ikke tiden inde til ægteskab, når han var nedsunket i gæld efter det langvarige sygehusophold, og desuden fik at vide, at hikken nok skyldtes en underliggende epilepsi. At spise var meget smertefuldt for ham, og han var helt afmagret; men han kom sig langsomt, efter at lægerne havde fjernet hans galdeblære. Mitchell ville støtte ham, som han havde støttet hende i en vanskelig tid, og de aftalte bryllupsdatoen 4. juli 1925. Grundet hans epilepsi aftalte de, at der ikke blev tale om at få børn, hvad Mitchell virkede lettet over. Ved vielsen løj hun og udgav sig for at være 22 år; i virkeligheden var hun 24. Men så underskrev hun heller ikke dokumentet; det gjorde derimod Marsh.
Parret etablerede sig i en miniaturelejlighed i Crescent Avenue nr 17, og fremstod for andre mere som gode kammerater end et forelsket par. I sit nye hjem holdt Mitchell åbent hus for vennekredsen, der tog mad og drikke med til daglig fællesmiddag i den lille stue. Det gjorde hende godt at flytte ud af barndomshjemmet. Hun talte aldrig om sit første ægteskab og så mindre til de veninder, der havde kendt hende i den tid. Hun var glad for sit arbejde; i 1926 blev hun sat på artiklen "At mane træet ud af sprit" om de manere, der skulle gøre det trygt at drikke ulovlig whisky ved at mane over den. Salg af træsprit og påfølgende forgiftninger havde skabt en bølge af panik i Atlantas ghetto Darktown. Som journalist bevægede Mitchell sig ind i området og interviewede conjur' folks (= manere). Mitchell-familiens tjenestepige var forfærdet; selv bosat i Darktown mente hun, den var farlig for en enlig hvid kvinde at bevæge sig i, og Marsh pressede sin kone til at sige sin stilling op, så snart han fik lønforhøjelse. Mitchell var kommet trygt fra oplevelsen, men den tjente som inspiration for overfaldet, Scarlett udsættes for i Atlantas shantytown (= slumkvarter). Fra maj 1926 blev Mitchell hjemmeværende husmor, selv om hun fortsat skrev en fast lokalhistorisk spalte i Atlanta Journal. Meget af stoffet, hun i den forbindelse ledte frem, kom senere til anvendelse i Borte med blæsten. Men fra hun holdt op som journalist og resten af sit liv var Mitchell uophørligt svækket af enten sygdom eller ulykker.

## 'Ropa Carmagin
Til en ven sagde hun, at "jeg har haft flere hundrede romaner i mit hoved fra barndommen af". Og i efteråret 1926 skrev hun i løbet af tre uger en lang novelle, der foregik i 1880'erne på Carmagin-familiens forfaldne plantage, hvor Europa Carmagin forelsker sig i en ung mulat. Hans mor har været slave på plantagen. Kærlighedsforholdet kan kun ende tragisk. Til Mitchells skuffelse brød hendes mand sig hverken om historien eller temaet. I 1935 lånte Mitchell manuskriptet til forlæggeren Latham sammen med manuskriptet til Borte med blæsten; han anbefalede 'Ropa Carmagin som ugebladslæsning mere end som bogudgivelse. Mitchell valgte i stedet at ødelægge manuskriptet; hendes sekretær Margaret Baugh havde dog noteret handlingen. (Faktisk blev den filmet i 2017.)
Nedslået satte Mitchell sig i bilen og kørte en tur ud til Clayton County, hvor historien foregår. I regnvejret kørte hun af vejen og ind i et træ. For tredje gang kom hendes ankel til skade, og denne gang kom der arthritis til. Smerterne tvang hende til at gå med krykker, selv i sin brors bryllup i maj 1927; dertil blev økonomien helt fortvivlet, med hendes lægeregninger oveni mandens fra sygehusopholdet to år tidligere. Nu blev han ovenikøbet syg igen, ude af stand til at løfte hovedet fra puden uden at overmandes af voldsom kvalme, og han gik kraftigt ned i vægt. Langsomt kom han sig, og Mitchell begyndte for alvor at skrive på den roman, hun allerede havde skrevet det sidste kapitel af: Borte med blæsten. Den "J.R.M", som romanen er dedikeret til, er Mitchells ægtemand John R. Marsh.

## Borte med blæsten
Mitchell omtalte sin roman som "en ny type terapi for mit ben" og smed et stort håndklæde over manuskript og skrivemaskine, hvis venner kom forbi. Tynget af gælden fra lægeregningerne og udgifterne til en hushjælp - Mitchell gik stadig på krykker - var ægteparret så fattige, at hun græd af glæde, da Marsh' gravide søster sendte hende en aflagt kjole. Men som regel beholdt hun sit gode humør og arbejdede med romanen, indtil hendes arthritis i 1929 skød op i håndleddene, så hun heller ikke kunne skrive. Som journalist var hun jævnlig blevet truet af sin far med, at folk kunne sagsøge hende for injurier. Selv om det aldrig var sket, bekymrede det hende, at flere af hendes romanskikkelser - den hjemløse straffange Archie, der vogtede Melanie, og Tony Fontaine, der slog Taras forpagter ihjel - var bygget på virkelige personer. Belle Brezing, model for Belle Watling, var ovenikøbet stadig i live, skønt bosat i Kentucky. Men især var Mitchell bange for, at hendes mormor Annie Stephens skulle finde manuskriptet under sine besøg og læse det; hun ville givet synes dårligt om at se sit livs værste øjeblikke gennem Scarletts øjne. Mitchells humør blev dog bedre, da hun fik fjernet mandlerne og nogle meget dårlige tænder; i foråret 1930 forsvandt hendes arthritis pludselig, og hun forsøgte at skrive igen efter næsten et års pause. Desværre blev det ikke til noget i 1930, da både venner og hendes gamle slægtninge i Jonesboro behøvede hendes hjælp. Dertil havde hendes far altid haft lave tanker om hendes journalistiske arbejde, og om hendes romanskrivning sagde han, at han "ikke troede, hun kunne skrive noget, det var værd at bruge tid på at læse."
Ægteparret havde omsider fået bedre råd, og Marsh købte i september 1931 en Chevrolet. Så kørte han sin kone en tur helt til Chattanooga, hvor sydstatshæren havde indledt sit tilbagetog. Og nu fandt hun vejen tilbage til skrivemaskinen. I 1932 flyttede parret til en rummelig lejlighed i 17 East Street nr 2. Alt så lyst ud, da Mitchells første mand, Upshaw, uventet meldte sig 24. oktober - samme dag, som Franklin Roosevelt var i byen. Mitchell var inviteret til præsidentkandidatens reception og stod pænt klædt, da han trængte sig forbi tjenestepigen og forlangte at låne nogle penge. Senere blev det sagt, at Upshaw havde giftet sig med en rig pige nordpå, snydt hende for en formue og var blevet smidt ud. Mitchell røbede aldrig, om hun gav ham de penge, han forlangte, men hun var rystet. Og i april 1934, da hun kørte sin mand en tur, kørte en spritbilist ind i Chevrolet'en. Marsh kom uskadet fra det, men Mitchell fik en rygskade og måtte have korset på. Smerterne gjorde det umuligt at skrive på maskine, så igen blev hendes forfatterskab tilsidesat for omsorgsopgaver for slægt og venner.
I april 1935 kom gennembruddet. Forlæggeren Harold Latham fra New York kom til Atlanta i håb om at opspore nye talenter, for i mellemkrigstiden betød behovet for eskapisme gode tider for forlagsbranchen. Kontakter fortalte ham om rygterne, der gik om Mitchells manuskript. Hun var selv uden tro på det; men lod sig overtale af Latham til at låne ham det til gennemlæsning, selv om hun ikke havde nogen kopi. I maj kom hun ud for et nyt uheld med bilen, da hun måtte svinge brat for at undgå en anden bil, og blev kastet mod rattet. Lige efter tabte en husven en flaske whisky i hovedet på hende, da den smuttede mellem hans fingre. Mitchell blev slået bevidstløs. Til gengæld fik hun i juli et meget entusiastisk brev fra Latham: Han havde stor tro på hendes roman.
Nu begyndte en anstrengende tid med at gennemgå det 600.000 ord lange manuskript, så bogen blev færdig til udgivelse i 1936. Marsh rettede om aftenen hendes grammatik og retskrivning, mens Mitchell kæmpede med at skrive det første kapitel (som altså blev skrevet aller sidst), og med at beslutte, hvilke versioner af kapitlerne hun skulle vælge i den endelige udgivelse. Til sidst var bogen kommet ned i lidt mere end 400.000 ord. Hun var yderst taknemlig for, at historikeren Wilbur Kurtz læste de historiske beskrivelser igennem for hende. Han sagde sig imponeret over hendes omfattende kundskaber; kun sørgede han for at rette, at Atlanta stod rustet til at møde belejringen først seks uger senere, end hun havde skrevet.

## Berømmelsens pris
Romanen blev en stor succes, selv om Franklin D. Roosevelt udtalte, at "ingen bog behøver at være så lang".
Til gengæld roste Eleanor Roosevelt bogen i sin spalte My day. Da filmen skulle laves, skrev præsidentfruen til David O. Selznick og bad ham om at prøvefilme hendes pige Lizzy McDuffy til rollen som Mammy. McDuffy fik dog ingen rolle i filmen; men fik besøgt Mitchell i Atlanta.
Til første udgave oversendte Mitchell forlaget en kort personbeskrivelse, hvor hun igen løj om sin alder ved at påstå, hun havde forladt Smith College som 15-årig, når hun faktisk var 17. Hendes veninde Ginny Morris fra Smith var blevet journalist og foreslog et interview; men Mitchell undveg, da veninden kendte hendes virkelige alder, hendes elendige karakterer ved Smith og kæresteforholdet til Clifford Henry. Hun blev bestormet af folk, der ville have hende til at signere deres eksemplar. Berømmelsen fik hende til at søge væk fra hjembyen en tid; en fan havde revet en knap af hendes jakke; en anden klippet en lok af hendes hår i forbifarten. En gang, da hun prøvede en kjole i et varehus, blev forhænget revet til side af fem fremmede kvinder. "Hun er fladbrystet som en dreng!" udbrød den ene, mens Mitchell forsøgte at dække sig til. Hjemme sad folk på hendes trappe og ville låne penge, eller havde manuskripter med, de ville have hende til at læse. Endnu mere skræmmende var en opringning fra Upshaw 7. juli, lige da hun skulle interviewes af Associated Press. "Efter at ha' læst bogen, regner jeg med, at du stadig elsker mig," sagde han. Mitchell spurgte, hvorfor han troede det. "Fordi Rhett Butler er baseret på mig," svarede han.
Mitchell var ubekvem i rampelyset, fordi det faldt hende svært at være pænt klædt. Med sin nette lille figur var hun henvist til antræk beregnet på piger i 11-12-årsalderen. Det så pudsigt ud sammen med hendes kokette damehatte og klodsede, ortopediske sko. (En gang spurgte en journalist, hvilken type brystholder, hun gik med. Mitchell svarede forlegent, at hun ikke brugte nogen.) Nu tilkom den langt alvorligere bekymring for at blive sagsøgt af Upshaw for injurier; for i den proces ville skilsmisseårsagen også komme for dag, og måske også afsløres, at Marsh var epileptiker. Samtidig blev hun presset for at sælge filmrettighederne til bogen. Med råd og hjælp fra sin bror fik hun $ 50.000; indtil da den højeste sum udbetalt for filmrettigheder til en debutroman. Til gengæld blev Mitchell nu bestormet af læsere, der forlangte, at Katharine Hepburn ikke fik rollen som Scarlett og Clark Gable ikke rollen som Rhett - hvad Mitchell ikke havde noget herredømme over. Hun oplevede at få tørrehjelmen trukket af hovedet på sig hos frisøren, fordi en dame ville have hende til at anbefale datteren til rollen som Bonnie; barnet var i rideantræk og deklamerede et digt om konføderationen. En anden gang rejste en kvinde sig op i bagsædet på bilen, da Marsh skulle køre sin kone til tandlæge. Kvinden var talentspejder og medbragte en lille dreng, hun ville have til rollen som Scarletts søn Wade. I december 1936 kunne Mitchell dog glæde sig over, at en million eksemplarer af bogen var solgt; at al gæld for lægebehandling var betalt; at anmeldelserne fra Danmark var gode; og at hun var nomineret til Pulitzerprisen for 1937.
Samtidig lod hun det dog blive kendt, at hun ikke mere skrev autografer efter at have opdaget, at folk solgte de signerede eksemplarer med stor fortjeneste. Bogen kostede $ 3; et signeret eksemplar gik i foråret 1937 for $ 20. At signere bøger havde ofte været en plage, og forsendelsen tilbage til ejeren havde hun betalt af sin egen lomme. Hun prøvede at slappe af med film med Buster Keaton og Marx Brothers, der fik hende til at le, og hun var stolt af sin samling af pornografiske franske postkort og af sin evne til at konsumere whisky.
I årene 1936-40 besvarede Mitchell henved 20.000 beundrerbreve - omkring 100 hver uge. Antallet er kendt, fordi hun beholdt kopien. Hun skrev ikke kun nogle linjer som svar, men flere tætskrevne sider; måske vakte det hendes ungdoms drøm om at blive psykiater til live igen. Ofte skrev hun fortroligt om sine egne problemer. Måske distraherede brevskrivningen hende fra tanken på rygterne, der stadig gik: At hun havde træben; at hun skulle spille Melanie i filmen; at hun var taget ind på hotel og drak sig fuld i ugevis. Tidligere var hendes mand den, der stod for al brevkontakt med venner og familie, så denne pludselige mani for at skrive fortrolige breve til fremmede, selv om de var hendes beundrere, var meget ukarakteristisk. Men hun var begyndt at afsky bogen, skønt hun nød den opmærksomhed, den havde bragt hende. Brevskrivningen holdt hende også altfor optaget til, at hun kunne vurdere at skrive flere bøger; og gav hende andet at tænke på, end at hun var blevet sagsøgt af Susan Lawrence Davis, der havde skrevet en bog om Ku Klux Klan og forlangte $ 6,5 milliarder af Mitchell for påstået plagiat. Sagen var dog så urimelig, at den blev afvist af retten.

## 1939
Året 1939 blev sandsynligvis Mitchells lykkeligste. I juni blev hun inviteret til Smiths College, som hun havde forladt som 17-årig med dårlige karakterer; nu blev hun modtaget af gamle studieveninder og højtideligt udnævnt til æresstudent. Det var lige efter Mitchells sans for humor, da de under ceremonien kom til at give hende det forkerte diplom. I september flyttede hun og manden til en rummelig lejlighed i Piedmont Avenue nr 1268 med plads til et eget kontor for Mitchells sekretæren Margaret Baugh og udsigt mod parken på den anden side af gaden. I dag er adressen ændret til South Prado nr 1.
Men hendes livs højdepunkt var nok filmpremieren på Borte med blæsten i Atlanta. Filmens stjerner var inviteret til en kostumefest arrangeret af byens ledende damer, Junior League; desuden Claudette Colbert, da David O. Selznick havde hørt, at hun var Mitchells favoritskuespillerinde. Mitchell skulle være gallaens æresgæst - men betakkede sig! Det kom helt uventet og var et slag i ansigtet på Junior League og en oprejsning for hende, efter deres afvisning af hende i 1920. Hun kom dog til selve premieren og var især begejstret for Vivien Leigh som Scarlett og Hattie McDaniel som Mammy, selv om hendes yndling var "Butterfly" McQueen som Prissy. Om jubelbruset, der slog Mitchell i møde foran biografen, skrev hun: "Mængden i gaderne var større end de, der hilste Charles Lindbergh og præsident Roosevelt...Jeg var så stolt af byen, at jeg var lige ved at revne."

## Krigen
Anden verdenskrig tog amerikanernes opmærksomhed i andre retninger, men i 1941 blev Mitchell spurgt, om hun ville døbe et nyt skib, USS Atlanta, der skulle søsættes i New Jersey. Mitchell var flov over sit fysiske forfald - hendes glæde ved majswhisky havde ældet hende ved at gøre hendes ansigt opblæst - men sagde ja til opdraget. Solen blændede hende, men ved fjerde forsøg blev flasken knust. Da skibet i november gik ned ved Guadalcanal, gik det meget ind på hende; alle om bord var meldt savnet. Hun stillede sig så i spidsen for en indsamling til et nyt skib, og lykkedes over al forventning: I løbet af seks uger fik hun $ 65 millioner ind. I marts gennemgik hun en vellykket rygoperation med fjernelse af brusk og dermed også de smerter, hun havde lidt under. Ligesom under første verdenskrig åbnede hun sit hjem for militære, der var stationeret i Atlanta, og var populær med sin humor og harmløse flirten. Hun var også populær som penneven, da soldaterne fik at vide, at Miss Mitchell altid svarede på brev. Den uformelle omgangstone i krigstid så ud til at være det, der bedst passede hendes gemyt.
Hun gik dog til sag mod en forlægger i Nederland, der udgav hendes roman som piratkopi uden at betale royalties under henvisning til, at hendes copyright ikke gjaldt for en hollandsk oversættelse. Efter krigen fik hun medhold i retten, og sagen fik afgørende betydning for amerikanske forfatteres rettigheder ved udenlandske udgivelser.

## Sidste år
I juni 1944 døde hendes far efter lang tids sygdom, hvor hun og Stephens' kone havde plejet ham. Ved juletid i 1944 begyndte Mitchell at sjuske med sit udseende, og hun var ikke morsom som før, heller ikke i sine breve.
Efter freden i maj 1945 blev de europæiske salgstal for Borte med blæsten nærmest astronomiske. Men Mitchell var pint af søvnløshed ved tanken på alle de, der aldrig kom hjem igen. I et brev til en ven bad hun ham om ikke at ødelægge hendes breve, lige meget hvem, der bad ham om det, og tilføjede profetisk: "Jeg kommer til at dø i en bilulykke. Det er jeg fuldstændig sikker på." Juleaften 1945 fik John Marsh et alvorligt hjerteinfarkt og kom sig aldrig. Mitchell holdt sig mest hjemme for at holde ham med selskab, selv om hun trygt kunne vise sig på gaden; for mange nye læsere troede, at Borte med blæsten var skrevet i 1800-tallet af en kvinde, der for længst var død.
I november 1948 skrev Mitchell sit testamente. Mest optaget var hun af at sikre fremtiden for familiens tjenestepige Bessie. Mest forunderligt er det, at hun, der var datter af en jurist, overlod alle rettigheder for sin roman til sin ægtemand, der havde været alvorligt svækket i årevis. Marsh havde ikke skrevet testamente, og hans kone havde altid frygtet, at nogen ville gøre krav på at være "hendes ukendte barn" (fx fra første ægteskab) og gøre store krav gældende overfor de efterlevende, dvs. Stephens eller hans to sønner.
I januar 1949 kom sekretæren med et avisudklip fra Galveston Daily News. Der stod det, at Upshaw var fundet død i en baggade, efter at være hoppet ud fra fjerde sal, hvor han i regi af Frelsens Hær delte et værelse med tre andre mænd.
I juli 1949 blev Mitchell udnævnt til æresborger i Vimoutiers, som tak for sin omfattende hjælp til genrejsningen efter krigen.

## Den sidste bilulykke
Sommeren 1949 var frygtelig varm. Ægteparret Mitchell spiste derfor ofte middag i parken tværs over gaden, og 11. august havde de aftalt med Richard Harwell, ven og historiker, a mødes til middag der. Men Mitchell var meget nedtrykt og bad om at udsætte middagen; i stedet foreslog Marsh en tur i biografen for at se Canterbury Tales. De var sent ude, så hun skiftede ikke fra sin dirndl-agtige kjole, og sparede tid ved at parkere lige overfor biografen i Peachtree Street, hvor der ikke var nogen fodgængerovergang. De krydsede gaden ved Thirteenth Street, da Mitchell fik øje på en bil fra højre, midt i gaden. Hun slap sin mand og løb tilbage mod sin parkerede bil. Bilisten svingede for at undgå Marsh, men kørte i stedet ind i Mitchell med skrigende bremser. Hun blødte stærkt efter at være trukket med under bilen. På sygehuset blev der konstateret kraniebrud, bækkenbrud, hjernerystelse og indre skader. Chaufføren, Hugh D. Gravitt, kørte taxa, men var ude i privat ærinde. Han var sluppet fra en række trafikforseelser; men denne gang blev han sigtet for at have kørt i påvirket tilstand (en øl fire timer tidligere). Gravitt (1920-94) blev dømt for uagtsomt manddrab og sad ti måneder i fængsel. Hans datter Gloria Gravitt Moulder har hævdet sin fars uskyld. Efter en øl på vej hjem og have spist middag var han på vej til apoteket efter medicin til sin stedsøn, der havde feber, da han kom til at køre Margaret Mitchell ned.
Hun lå hårdt skadet på sygehus i fem dage, inden hun døde. Telefonlinjerne var blokeret af bekymrede indringere, deriblandt præsident Truman. Hendes bror Stephens forsikrede sig om, at Atlanta Journal i sin nekrolog ikke kom til at omtale hendes første ægteskab med Upshaw. Dødsbudskabet gav genlyd i nationen; folk brast i gråd i Atlantas gader, og så mange ville deltage i begravelsen, at familien blev nødt til at udstede adgangsbilletter. Marsh bad derefter sekretæren Margaret Baugh om at brænde alle Mitchells efterladte papirer; det påstod han at have lovet sin kone. Baugh og vagtmesteren slæbte sækkene med papirer ned i kælderen, hvor de blev brændt. Bagefter kom Baugh i tvivl. Det fremkom nemlig, at Mitchell i sit testamente slet ikke havde bedt om at få sine papirer brændt; tværtimod havde hun i breve bedt folk om at tage vare på dem - hvad de også gjorde, selv om Mitchells mand og bror faktisk skrev til alle Mitchells kontakter og bad dem om at ødelægge hendes breve.
Stephens hævdede også, at hans søster havde ønsket barndomshjemmet Peachtree Street nr 1401 revet, da hun ikke ville have fremmede mennesker i de værelser, hvor hun selv havde boet; men det stod der heller intet om i testamentet. Han fik huset revet i 1952, da han flyttede ud efter sin kones død.
For at forhindre, at eftertiden skulle trække Mitchells forfatterskab i tvivl, deponerede Marsh nogle manuskriptsider fra Borte med blæsten, med hendes rettelser skrevet for hånd. Konvolutten er forseglet. Det uforståelige er, at hverken hendes mand eller bror besluttede at overlade hendes papirer til et universitet, hvor forskere havde haft tilgang til det og nemt kunne fastslå, at en forfalskning var udelukket. John Marsh flyttede som enkemand til en enebolig i Walker Terrace, så han slap for at gå i trapper. Han døde i maj 1952.

## Anden litteratur
Længe efter hendes død fandt man en fortælling, Lost Laysen, som den 15-årige Mitchell skrev sommeren 1916, ti år før hun begyndte på Borte med blæsten. Hun forærede manuskriptet, to kladdehæfter til sin ungdomskæreste, nabodrengen Henry Love Angel. I historien figurerer den irske sømand Billy Duncan, der forelsker sig i den selvrådige missionær Courtney Ross. Hendes forlovede, den velstående Douglas Steele, har rejst efter hende til sydhavsøerne. En ond japansk bandeleder forelsker sig i Courtney, og det hele kulminerer ved et vulkanudbrud på øen Laysen. Manuskriptet blev genfundet i en skoæske sammen med fotografier og fortrolige breve fra Mitchell.